# Сеген, Луи
Луи Сеген (фр. Louis Seguin; 7 февраля 1869 — 7 января 1918) — французский инженер и предприниматель, пионер авиационной промышленности, основатель авиационной моторостроительной компании Гном-Рон, впоследствии SNECMA.

## Биография
Луи Сеген родился 7 февраля 1869 года в Сен-Пьер-ла-Палю (Рона). Окончил (7 место из 200) с квалификацией инженера в 1891 году Центральную школу искусств и мануфактур, он, как и его сверстники Рене Панар и Эмиль Левассор, по долгу службы интересовался миром промышленности. Его дедушкой был изобретатель висячих мостов и котлов паровых машин Марк Сеген, его дяди владели множеством фабрик, на которых он проводил много часов, наблюдая за работой механизмов. Его привязанность — механика, но в первую очередь его учат управлению имущественными делами. По окончании учёбы — ему было 24 года — семья попросила его управлять несколькими заводами (кузницами и литейными цехами) и фабриками (ткацкие станки), которыми она владела. Он подчиняется, но быстро обращается к своей настоящей страсти — механике. Мы обязаны молодому Луи Сегену несколькими автоматическими ткацкими станками для сортировки чулок между 1885 и 1895 годами, «одной из самых сложных машин», как говорит Энциклопедия, машина намного более сложная в автоматической, чем в ручной версии.
В 1895 году Луи Сеген приобрел лодочную станцию в Женвилье, которой управлял художник Гюстав Кайботт, умерший 21 февраля 1894 года. Он покупает дом художника и арендует землю вокруг, чтобы открыть на этом месте моторную мастерскую. В течение десяти лет в Женвилье при помощи дюжины своих товарищей Луи Сеген изучал различные решения с точки зрения источников энергии для экспериментальных двигателей внутреннего сгорания. В то время самые мощные бензиновые двигатели развивали лишь единицы лошадиных сил (между 1897 и 1901 годами знаменитый двигатель Даймлера развивал лишь от 2 до 16 лошадиных сил), и их приходилось полностью разбирать каждую неделю, что вызывало длительные простои. В 1896 году Луи Сеген зарегистрировал в Торговом реестре Версаля Общество моторов Сеген (фр. Société des Moteurs Seguin). Небольшой завод по производству промышленных двигателей в Женвилье не является основным видом деятельности Луи Сегена и, конечно же, не источник его дохода. Он одновременно управляет несколькими компаниями, от этих заводов и кузниц он получает всю свою прибыль и живёт на прочной основе: его годовой доход составляет около 65000 золотых франков. Мастерская строит V-образные 4-цилиндровые двигатели мощностью до нескольких лошадиных сил, оснащает ими катера и глиссеры, но сбыт его моторы находят только в промышленности.
В 1900 году Луи Сеген купил лицензию на производство немецкого одноцилиндрового двигателя внутреннего сгорания «GNOM» от компании Oberursel Motoren Fabrik для оборудования промышленных объектов. Этот крошечный двигатель мощностью 0,25 лошадиных сил, по иронии судьбы названный «Гномом», является отличной заменой прежним тяжелым и громоздким двигателям в качестве источника энергии. Он исключительно прочен, требует минимального обслуживания и будет хорошо продаваться в течение многих лет. 6 июня 1905 года было решено, что Общество моторов Сеген (фр. Société anonyme des Moteurs Seguin) будет называться просто Общество моторов Гном (фр. Société des Moteurs Gnome, SMG). В это время его капитал составляет 600000 франков, на 200 квадратных метрах крытых помещений работает пятьдесят человек. Луи Сеген, конечно же, председатель и управляющий директор. В 1906 году Общество моторов Гном установило свой рядный 6-цилиндровый двигатель с водяным охлаждением в автомобиле, но эта идея не пользовалась успехом. Первый во Франции 8-цилиндровый ротативный двигатель предложил в 1898 году Фернан Форест, двигатель никогда не был построен, но видимо повлиял на дальнейшие поиски братьев Сеген. В 1907 году в США на своих вертолётах начал экспериментировать с автомобильными ротативными двигателями Adams & Farwell Эмиль Берлинер, но успеха не добился. Ещё раньше отказался от ротативного двигателя в пользу звездообразного двигателя Мэнли-Бальцера с неподвижными цилиндрами и жидкостным охлаждением Чарльз Мэнли, строивший «Аэродром С. Лэнгли» и пытавшийся на нём летать.

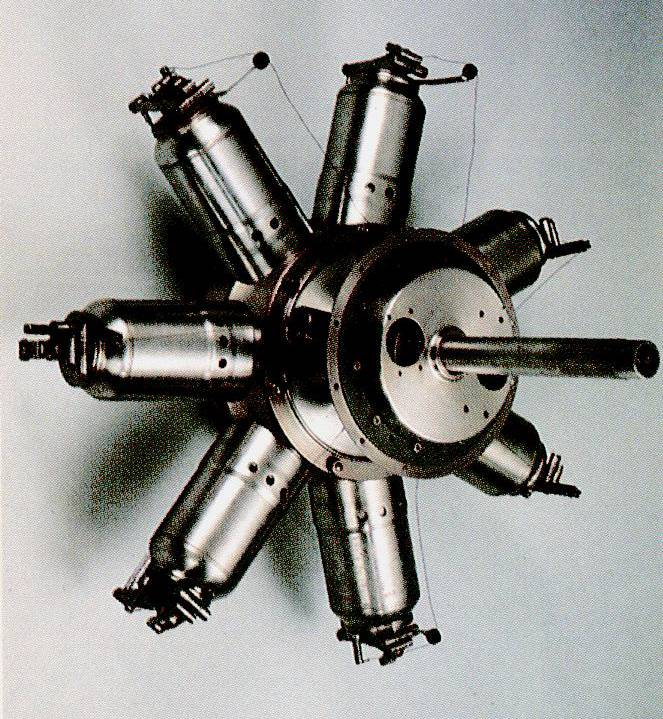
Первый прототип ротативного двигателя мощностью 25 л. с.

Летом 1907 года к работам Луи Сегена по созданию авиационного двигателя присоединился сводный брат Лоран Сеген, также окончивший Центральную школу искусств и мануфактур с квалификацией инженера. Луи Сеген не жалел средств на опытные работы — из чистой прибыли 128570 франков в 1906 и 1907 годах в них было ежегодно инвестировано 33778 франков и 50000 франков было ежегодно потрачено на закупку станков и оборудования. Было решено множество технических проблем, вплоть до того, что в качестве смазки для двигателя, которая не вымывалась бензином, было выбрано не машинное масло, а лекарство — касторовое масло. Вдвоём братьям удалось создать первый работоспособный прототип 7-цилиндрового двигателя мощностью 25 л. с., который весил 37 кг, работал устойчиво, но всё ещё быстро перегревался. У цилиндров этого двигателя не было оребрения, впоследствии оно появилось и проблема охлаждения была решена. В конце 1907 года Луи Сеген отправился на военное лётное поле Исси-ле-Мулино, где научились летать Робер Эсно-Пельтри, Луи Блерио и Анри Фарман. Последний тренировался на своем 50-сильном Voisin-Antoinette, чтобы завоевать приз за километр полёта Эрнеста Аршдикона. Луи Сеген прямо на лётном поле ему заявил: «Ваш двигатель „Антуанетт“ слишком тяжелый. Это теленок. Я разработал мельницу, которая будет развивать пятьдесят лошадиных сил, но настоящих, и которая будет весить от 50 до 75 килограмм. Вы получите её через шесть месяцев». Для сравнения: двигатель Antoinette V12 мощностью 24 лошадиных сил тогда весил 110 кг.

## Двигатели Гном

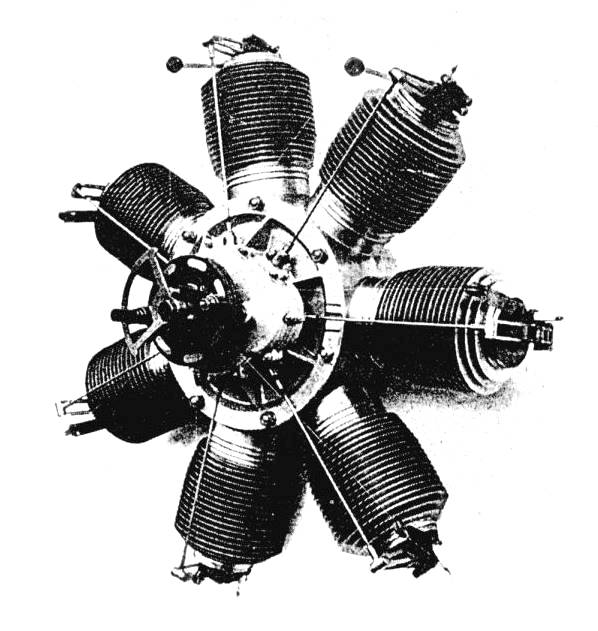
Двигатель Гном Омега 50 л. с. в журнале Revue de l’Aviation, 1908 год.

Чтобы защитить свое изобретение, братья Сеген зарегистрировали более ста патентов на этот первый двигатель. Чтобы удовлетворить потребности воздушного полета, который требует мощности более 35 л. с., они решили увеличить скорость вращения мотора. В ноябре 1907 года было изготовлено несколько опытных образцов с оребрением мощностью 50 л. с. для демонстрации двигателей и оценки независимыми испытательными лабораториями. В январе 1908 года статические испытания выявили аномальные вибрации, которые в конечном итоге привели к взрыву двигателя. Силы на шатуны из-за центробежной силы составляют 1250 кг, а после взрыва в другом направлении они равны четырём тоннам. Поэтому необходимо изготавливать шатуны из особо прочной стали, но такого материала не существует. Им придется его создать. После различных испытаний поршни окончательно выковывают из чугуна, цилиндры и картер — из легированной никелем стали, и они полностью обрабатываются для уменьшения веса движущихся частей. Ребра в деталях сделаны для придания жесткости уязвимым частям, а не для добавления материала. Конструкция мотора такова, что центробежная сила стремится затянуть все регулировки. Свечи, срок жизни которых в январе 1908 года ещё очень короткий, менее часа, выбираются с осторожностью. Они тоже залиты гремучей смесью и маслом. Архитектура двигателя позволяет ему работать с неисправной свечой зажигания. Наконец, для двигателя разработан специальный тип свечи, совершенно нечувствительный к маслу, которое выбрасывается из цилиндра под действием центробежной силы. Эти самоочищающиеся свечи служат несколько часов. В ноябре 1908 года, после года испытаний, опытный 7-цилиндровый двигатель с оребрением развил 50 лошадиных сил; масла расходует почти столько же, сколько бензина, ужасно шумит, много дымит, но на стенде на полной мощности два часа работает без поломок! Revue de l’Aviation представила своим читателям двигатель Гном мощностью 50 л. с., который работает два часа без поломок и без перегрева, что было необычно и неслыханно!

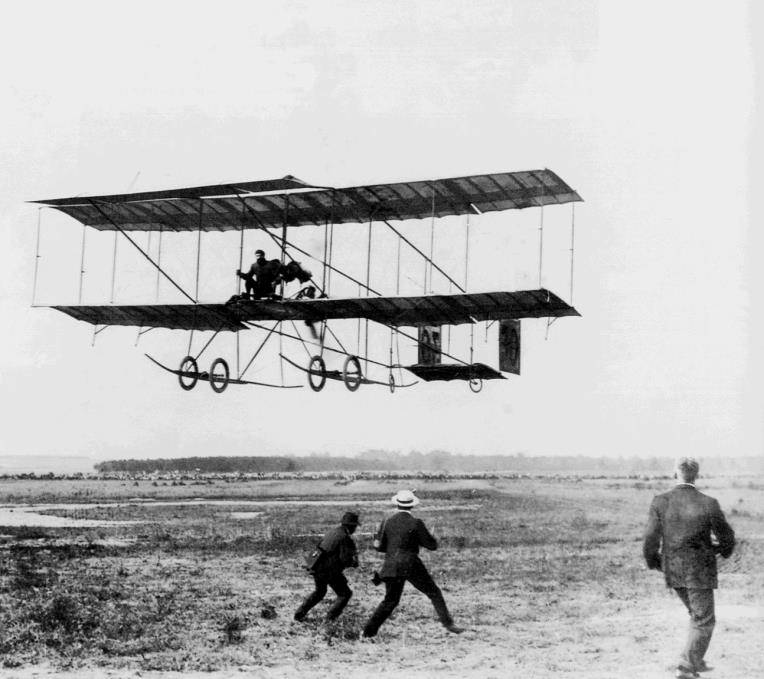
Анри Фарман в Реймсе 24 августа 1909 года устанавливает мировой рекорд дальности и продолжительности полета (L’Illustration)

В декабре 1908 года один из прототипов ротативного двигателя Гном мощностью 50 л. с. был выставлен на первом Парижском авиасалоне, проходившем в углу автосалона в Гран-Пале в Париже. Самое меньшее, что можно сказать, это то, что маленький мотор братьев Сеген остался не замечен, им не поступило никаких заказов. Ротативный двигатель воспринимался как диковинка, «цирковое животное», у него не было никакой репутации. В январе 1909 года Луи Сеген приступил к продвижению своего продукта. Гном 50 л. с. был успешно испытан на стенде в апреле 1909 года, что позволило ему выиграть соревнование Аэроклуба Франции, а в июле он выиграл Первое соревнование авиационных двигателей (двигателей большой мощности), организованное Автомобильным клубом Франции. В этом соревновании было заявлено пять двигателей, но только два были представлены вовремя: Renault V8 50 л. с. и 7-цилиндровый Гном, который проработал 2 часа 17 минут и поэтому был объявлен победителем. После пятнадцати месяцев кропотливых испытаний, поломок, проб и ошибок при выборе улучшений и модификаций, под названием Омега двигатель был выпущен для коммерческого использования в июле 1909 года. После разрушения около тридцати моторов на стенде во время экспериментов, весной 1909 года в Женвилье было построено ещё около пятнадцати двигателей, можно сказать, их предварительная серия. Первые эксплуатационные испытания были проведены летом 1909 года на глиссере для расчета расхода топлива, оптимальной рабочей скорости, а также гребных винтов. Омега развивает 50 л. с. (до 55 л. с. при полном охлаждении) при рабочем весе 76 кг. Он вращается со скоростью 1200 об/мин, что на 50 % быстрее, чем у любого другого двигателя, представленного на рынке, что является идеальной скоростью для воздушного винта. Он потребляет 28 литров бензина и 6 литров масла в час. Через год кропотливой работы с поршневыми кольцами и карбюрацией потребление сократится вдвое. В июне 1909 года несколько двигателей были установлены на разные самолёты для испытаний; они наконец приносят удовлетворение. В августе 1909 года двигатель стал официальным и замеченным своим появлением на Большой неделе авиации в Шампани, в Реймсе. Анри Фарман получил разрешение на замену своего обычного двигателя (гоночный двигатель Vivinus) на своем биплане на ротативный двигатель и установил на своём Фарман III с Гном Омега мировой рекорд дальности полёта в 180 км. И на втором Парижском авиасалоне в Большом дворце в Париже, месяц спустя, 25 сентября 1909 года, благодаря Анри Фарману, мотор Гном Омега переживает триумф. Его фотографии разошлись по всему миру. Авиасалон пользуется огромным успехом, как по посещению, так и в коммерческом плане. За первые три дня работы его посетило 100000 человек; здесь уже не 35 участников, как в 1908 году, а 333, среди которых 318 — из Франции. Победивший Ла-Манш 25 июля Луи Блерио зарегистрировал около сотни заказов на свой моноплан. Посетители торопятся покупать самолёты, а двигатели вызывают восторг у публики. Луи Блерио, который поначалу не доверял Луи Сегену (думая, что тот хвастается), ведет переговоры об оптовой закупке Гном Omega. Контракт был подписан в октябре 1909 года на поставку сразу сотни двигателей. Немного позже договор на поставку двигателей Омега для своих самолётов заключил и Анри Фарман.

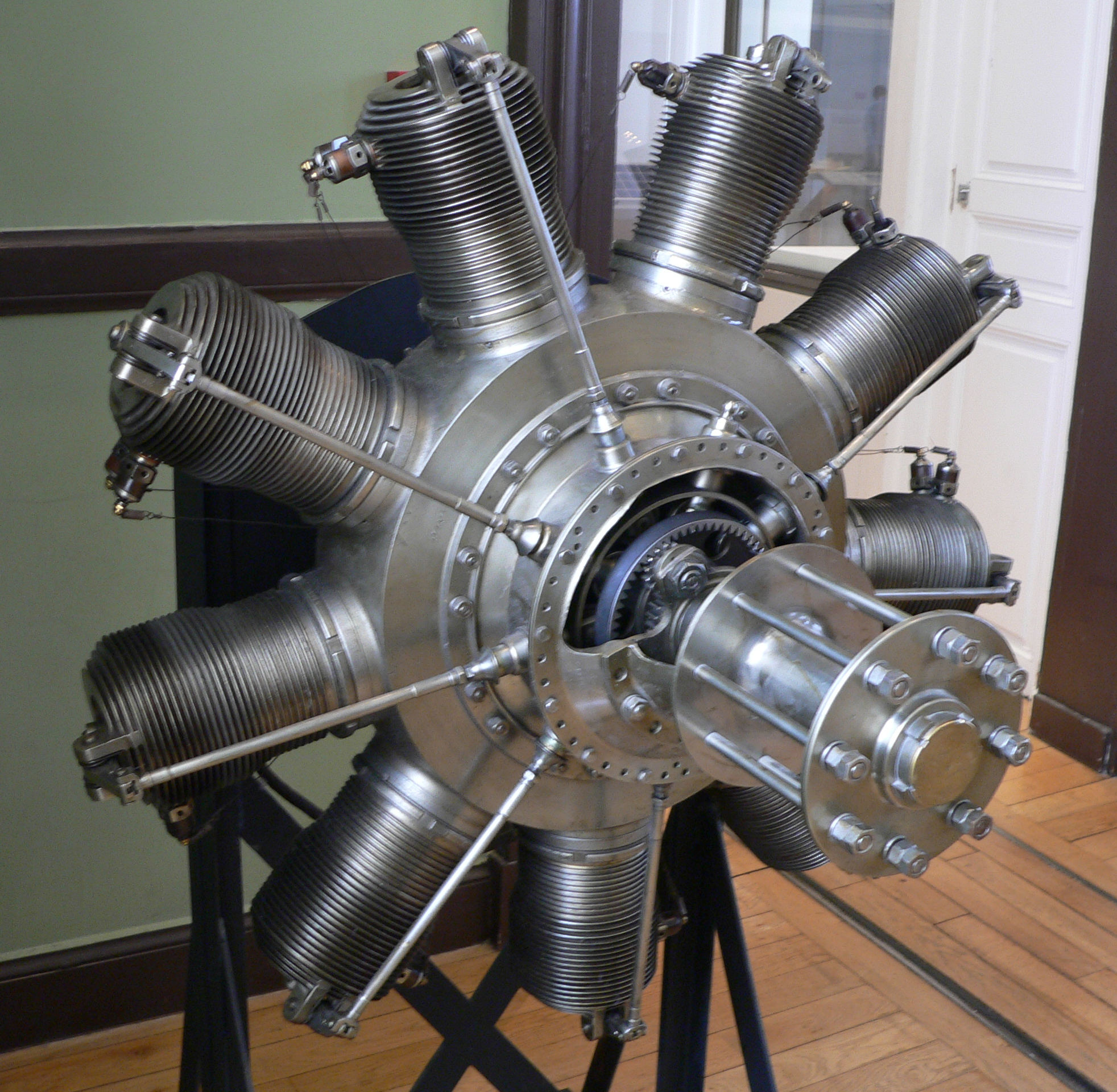
Двигатель Гном Monosoupape 9N 160 л. с.

С этого времени Луи Сеген полностью сосредоточился на руководстве производством и сбытом, а Лоран Сеген стал руководить разработкой новых двигателей в конструкторском бюро компании. Производимый серийно, двигатель Омега мощностью 50 л. с. завоевал в 1909 и 1910 годах большинство призов на различных соревнованиях на самолётах Блерио, Фарман, а затем и Вуазен: рекорды высоты, скорости, продолжительности полета и был очень эффективен в первых воздушных гонках между городами Франции, появившихся в 1911 году. В 1910 году Лоран Сеген разработал второй двигатель, названный «Double Omega» или Гном Omega-Omega, 14-цилиндровый с рабочим объёмом 16 литров, полученный путем соединения двух двигателей Omega. Это был первый в мире авиационный 14-цилиндровый двигатель. Развивая 100 л. с. при весе около 100 кг, Гном Omega-Omega стал первым в мире авиационным двигателем с отношением массы к мощности, равным 1. Леон Моран установил Omega-Omega на свой Blériot XI-2bis в 1910 году в Реймсе, заменив традиционный 50-сильный Omega. С этим двигателем он побил мировой рекорд скорости, а несколько дней спустя — мировой рекорд высоты в Борнмуте (Великобритания). Благодаря победам на авиационных спортивных соревнованиях 1910 года SMG получил всемирную известность как производитель авиационных двигателей. После двух лет усилий и инвестиций, финансовые результаты Société des Moteurs Gnome, представленные весной 1911 года, были весьма положительны. При обороте более трех миллионов франков чистая прибыль в 2296791 франков была получена в значительной степени благодаря доходам от продажи авиадвигателей Omega, которые удвоились в период с 1909 по 1910 годы. Лоран Сеген в 1911 году увеличил мощность Omega с 50 до 70 л. с., увеличив скорость (1300 об/мин) и диаметр цилиндра с 110 до 130 мм. Этот 11-литровый двигатель, получивший название Гном Gamma, потреблял от 25 до 30 литров бензина и от 5 до 6 литров масла в час. Затем конструкторское бюро выпустило двигатель Гном Gamma-Gamma мощностью 140 л. с., соединив два двигателя Gamma, он нашёл применение на Blériot 24. В 1911 году Лоран Сеген разработал 7-цилиндровый двигатель мощностью 80 л. с. под названием Гном Lambda. Это был первый авиационный двигатель, прошедший официальную сертификацию в новом испытательном центре военных авиационных двигателей в Шале-Медон. Этот 11-литровый, как и Gamma, двигатель потреблял 35 литров бензина и 7,5 литров масла в час и весил 87 кг. Удаление и повторная сборка поршней занимала менее часа. Двигатель впоследствии был построен большой серией, более 3000 экземпляров. В 1911 году создали последний 7-цилиндровый двигатель мощностью 60 л. с. под названием Гном Sigma, диаметр цилиндра увеличился до 120 мм, рабочий объём с 7978 до 9495 см, частота вращения до 1400 об/мин. Вес двигателя 79 кг и потребление бензина всего 25 литров в час. На самолёте Моран-Сольнье G с одним из таких двигателей Ролан Гаррос в 1913 году впервые в истории пересёк по воздуху Средиземное море. В 1912 году появился Гном Lambda-Lambda с 14 цилиндрами и рабочим объёмом 23 л, развивавший в серии 160 л. с. при 160 кг собственного веса и потреблявший более 60 литров бензина в час. В 1913 году были разработаны принципиально новые двигатели с одним выпускным клапаном вместо двух раздельных, из которых впускной находился в днище поршня, получившие название Monosoupape (одноклапанный). Вначале 7-цилиндровый Гном Monosoupape 7A на 80 л. с., затем 9-цилиндровый Гном Monosoupape 9B на 100 л. с. и, наконец, 9-цилиндровый увеличенного объёма Гном Monosoupape 9N мощностью до 160 л. с. Лицензии на производство двигателей были проданы Великобритании и России. 27 января 1912 года за качество ротативных двигателей, поставляемых французской армии и авиации в целом, Луи Сеген был удостоен звания кавалера Ордена Почетного легиона.

## Гном и Рон
В период с 1910 по 1914 год компания Гном была основным поставщиком авиационных моторов, выпустив 1500 двигателей, за ней следовала Рено с 350 выпущенными двигателями, большинство из которых принадлежало Морису Фарману, официальным поставщиком которого была компания Рено. Компании Rhône и Salmson вместе занимали лишь 25 % рынка. Однако у компании Rhône (названной в честь реки Рона), также выпускавшей ротативные двигатели, но более традиционной конструкции, были и свои выдающиеся достижения. 11 декабря 1912 года Ролан Гаррос побил мировой рекорд высоты в Тунисе на своем моноплане Моран-Сольнье, оснащенном Le Rhône 9C, поднявшись на высоту 5610 м. 30 декабря 1912 года в Этампе, Гилберт (один пилот) на моноплане Моран-Сольнье, оснащенном 50-сильным Le Rhône 7A, побил рекорды скорости на дистанциях 350 км, 400 км, 450 км, 500 км и 600 км, последний за 5 ч 52 мин 38 сек при скорости 102,09 км/ч. 27 декабря 1913 года Леганье на моноплане Ньюпор, оснащенном Le Rhône 9C мощностью 80 л. с. побил мировой рекорд высоты в Сен-Рафаэле, достигнув отметки 6150 .
Но с начала 1914 года заказы на двигатели Гном упали, а заказы на двигатели Рон, благодаря их лучшей надёжности, резко выросли. В январе 1914 года компания Рон не смогла справиться с большим объёмом заказов на двигатели. Поэтому она вынуждена была обратиться к компании Гном для размещения заказа на производство своих двигателей. Компания Гном согласилась и запросила взамен 2750 акций по 100 франков из 21000, принадлежащих компании Рон. У компании Гном тогда возникла идея слияния двух компаний. Начавшиеся переговоры на первом этапе завершились 17 июня 1914 года слиянием двух конструкторских бюро. 8 октября 1914 года на встрече в Елисейском дворце под председательством президента Раймона Пуанкаре генерал Огюст Хиршауэр, директор по военному воздухоплаванию военного министерства, представил ужасающий доклад о двигателях Гном, которые, по его словам, были слишком ненадёжными и потребляли слишком много масла. Акционеры компании Гном, на двух общих собраниях 16 ноября и 23 декабря 1914 года, завершили поглощение компании Рон. В результате упорной борьбы, это слияние, на котором настаивало министерство вооружения, вступило в силу 2 января 1915 года. 3 апреля 1915 года генерал Хиршауэр заявил перед подкомитетом по воздухоплаванию армейского комитета палаты депутатов, что не будет заказывать моторы Гном в 1915 году, предпочитая им двигатели Рон. Таким образом подтвердилась польза слияния для обеих компаний. При этом в объединённой компании Гном-Рон Луи Сеген стал председателем совета директоров и отвечать за продажи, глава и главный конструктор компании Рон Луи Верде стал ответственным за производство, а Лоран Сеген — за работу конструкторских бюро.
В результате за годы войны (1914—1918) компания Гном-Рон смогла выпустить 25000 авиационных двигателей, и ещё 75000 двигателей было выпущено по её лицензиям другими производителями в разных странах с обеих сторон конфликта. Луи Сеген не дожил до окончания войны, он умер в Париже от испанского гриппа 7 января 1918 года в возрасте 48 лет.